# Kristian Hammer
Kristian Hammer (* 20. März 1976 in Narvik) ist ein ehemaliger norwegischer Nordischer Kombinierer.

## Werdegang
Hammer feierte seinen ersten Erfolg mit dem Dritten Rang im Rahmen des B-Weltcups am 11. Dezember 1994 in Vuokatti. Am 14. Januar 1995 gab er in Liberec sein Debüt im Rahmen des Weltcups der Nordischen Kombination. Mit Rang 11 konnte er dabei auch auf Anhieb seine ersten Weltcup-Punkte gewinnen. Bei den Nordischen Junioren-Skiweltmeisterschaften 1995 in Gällivare gehörte er zur Mannschaft beim Teamwettbewerb und gewann gemeinsam mit Jacob Gunnes und Jermund Lunder die Bronzemedaille. Nachdem er auch im Januar 1996 erneut im Weltcup in Liberec Punkte gewonnen hatte, startete er bei den Nordischen Junioren-Skiweltmeisterschaften 1996 in Asiago und gewann dabei gemeinsam mit Sverre Rotevatn und Preben Fjære Brynemo die Goldmedaille.
Nach dem Erfolg in Asiago wechselte Hammer fest in den Weltcup-Kader. In Murau erreichte er dabei als Neunter erstmals einen Top-10-Platz. Im Januar 1997 gelang ihm im Val di Fiemme erstmals der Sprung aufs Podium und er beendete das Rennen als Dritter. Bei den Norwegischen Meisterschaften in Mo i Rana gewann er hinter Bjarte Engen Vik die Silbermedaille im Einzel.
Bei den Olympischen Winterspielen 1998 in Nagano startete der mittlerweile 22-jährige Hammer im Einzel und erreichte dabei Rang 26. Kurz darauf gewann er bei den Norwegischen Meisterschaften 1998 in Trondheim erneut Silber.
Im Dezember 1999 konnte Hammer im B-Weltcup insgesamt vier Wettbewerbe in Taivalkoski und im Val di Fiemme. Im Februar 2000 gewann er in Sapporo erstmals ein Weltcup-Rennen. Auch in Lahti und Oslo stand er als Dritter erneut auf dem Podium. Die Saison 1999/00 beendete er schließlich als 11. der Gesamtwertung.
In seine erfolgreichste Saison 2000/01 startete Hammer mit Rang vier in Kuopio, bevor er Lillehammer den Einzelwettbewerb gewinnen konnte. Auch im Januar 2001 in Reit im Winkl stand er ganz oben auf dem Podium. Nach zwei dritten Plätzen in Park City und zwei Top-10-Platzierungen in Steamboat Springs startete er bei der Weltmeisterschaft 2001 in Lahti. Dort gewann er gemeinsam mit Kenneth Braaten, Sverre Rotevatn und Bjarte Engen Vik die Goldmedaille im Teamwettbewerb vor den Mannschaften aus Österreich und Finnland. Kurz nach der Weltmeisterschaft gewann er bei den Norwegischen Meisterschaften 2001 in Trondheim zum dritten Mal Silber. Zum Ende der Saison, die er als Vierter der Gesamtwertung und als Dritter der Sprint-Weltcup-Gesamtwertung abschloss, konnte er in Sapporo seinen vierten und auch letzten Einzel-Weltcup-Sieg feiern.
In die Saison 2001/02 startete er ähnlich erfolgreich wie im Vorjahr mit zwei dritten Rängen in Kuopio, konnte aber kurz nach Saisonbeginn keine Top-10-Platzierungen im Einzel mehr erreichen. Bei den Olympischen Winterspielen 2002 in Salt Lake City blieb Hammer erneut ohne Medaille. Nach Rang acht im Einzel und Rang 20 im Sprint blieb auch die Mannschaft mit Platz fünf trotz Favoritenrolle als Weltmeisterteam ohne Erfolg. Nach den Olympischen Spielen konnte Hammer seine Leistungen wieder steigern und stand beim Sommer-Grand-Prix in Klingenthal als Zweiter wieder auf dem Podium. Im Weltcup gelang ihm der Sprung aufs Podium jedoch auch weiter nicht mehr.
Bei der Nordischen Skiweltmeisterschaft 2003 im Val di Fiemme erreichte er Rang fünf im Gundersen-Einzel. Auch im Sprint verpasste er als Sechster nur knapp die Medaillenränge. Mit der Mannschaft landete er am Ende auf dem vierten Platz. Damit blieb die Titelverteidigung nach 2001 aus.
Bei den Norwegischen Meisterschaften 2003 in Lillehammer gewann Hammer seinen ersten und letzten beiden nationalen Titel im Einzel und im Sprint.
Auch im Sommer 2003 konnte Hammer in Winterberg erneut aufs Podium springen. Ab der Saison 2003/04 verpasste er in den Weltcup-Springen die Top-10-Ränge deutlich. Erst zur Saison 2004/05 gelang ihm beim Auftaktspringen in Kuusamo wieder als Fünfter in die Weltspitze springen. In Liberec gelang ihm im Januar 2005 auch als Zweiter nach langer Zeit wieder ein Podestplatz. Kurz darauf startete er bei der Nordischen Skiweltmeisterschaft 2005 in Oberstdorf. Dort gewann er gemeinsam mit Petter Tande, Håvard Klemetsen und Magnus Moan den Titel im Mannschaftswettbewerb. Auch im Sprint zeigte Hammer eine überraschend gute Leistung und gewann am Ende die Bronzemedaille.
Im Weltcup gelang Hammer in der Folge jedoch kein Sieg mehr. Auch die Rückkehr in die Weltspitze gelang ihm nicht. Als Grund dafür galten gesundheitliche Probleme. Bei den Olympischen Winterspielen 2006 in Turin startete er noch einmal in beiden Einzeldisziplinen. Nach Rang 35 im Einzel erreichte er Rang 28 im Sprint. Auch bei seinen zwei letzten Weltcups in Oslo im März blieb er ohne Punkteerfolg, woraufhin er im Anschluss an die Saison seine aktive Karriere beendete.
Zur Saison 2006/07 wurde er Cheftrainer der norwegischen B-Nationalmannschaft und übernahm am 1. Mai 2007 den Posten des Langlauf-Co-Trainers der A-Nationalmannschaft. Am 1. September 2009 gab er seinen Rücktritt vom Traineramt bekannt, um mehr Zeit für seine Familie aufbringen zu können.
Hammer ist verheiratet und lebt heute in Raholt.

## Erfolge

### Weltcup-Siege im Einzel
| Nr. | Datum             | Ort           | Disziplin               |
| --- | ----------------- | ------------- | ----------------------- |
| 1.  | 12. Februar 2000  | Sapporo       | Gundersen Großschanze   |
| 2.  | 29. Dezember 2000 | Lillehammer   | Sprint Normalschanze    |
| 3.  | 7. Januar 2001    | Reit im Winkl | Gundersen Normalschanze |
| 4.  | 3. März 2001      | Sapporo       | Gundersen Großschanze   |

### B-Weltcup-Siege im Einzel
| Nr. | Datum             | Ort           | Disziplin               |
| --- | ----------------- | ------------- | ----------------------- |
| 1.  | 10. Dezember 1999 | Taivalkoski   | Gundersen Normalschanze |
| 2.  | 11. Dezember 1999 | Taivalkoski   | Sprint Normalschanze    |
| 3.  | 17. Dezember 1999 | Val di Fiemme | Gundersen Großschanze   |
| 4.  | 18. Dezember 1999 | Val di Fiemme | Sprint Großschanze      |

## Statistik

### Teilnahmen an Olympischen Winterspielen
| Jahr und Ort   | Wettbewerb | Wettbewerb | Wettbewerb | Wettbewerb |
| Jahr und Ort   | Gundersen  | Sprint     | Team       |            |
| -------------- | ---------- | ---------- | ---------- | ---------- |
| 2002 Park City | 08.        | 20.        | 05.        |            |
| 2006 Turin     | 35.        | 28.        | –          |            |

### Platzierungen bei Weltmeisterschaften
| Jahr und Ort    | Wettbewerb | Wettbewerb | Wettbewerb |
| Jahr und Ort    | Gundersen  | Sprint     | Team       |
| --------------- | ---------- | ---------- | ---------- |
| 2001 Lahti      | 05.        | 07.        | 01.        |
| 2003 Pragelato  | 05.        | 06.        | 04.        |
| 2005 Oberstdorf | 15.        | 03.        | 01.        |

### Weltcup-Statistik
Die Tabelle zeigt die erreichten Platzierungen im Einzelnen.
- Platz 1.–3.: Anzahl der Podiumsplatzierungen
- Top 10: Anzahl der Platzierungen unter den ersten zehn
- Punkteränge: Anzahl der Platzierungen innerhalb der Punkteränge
- Starts: Anzahl gelaufener Rennen in der jeweiligen Disziplin

| Platzierung         | Einzel a | Sprint | Massenstart | Team   | Team    | Gesamt |
| Platzierung         | Einzel a | Sprint | Massenstart | Sprint | Staffel | Gesamt |
| ------------------- | -------- | ------ | ----------- | ------ | ------- | ------ |
| 1. Platz            | 3        | 1      |             |        |         | 4      |
| 2. Platz            |          | 1      |             |        | 0       | 1      |
| 3. Platz            | 3        | 5      |             |        | 2       | 10     |
| Top 10              | 27       | 19     | 5           |        | 3       | 54     |
| Punkteränge         | 40       | 35     | 9           |        | 3       | 87     |
| Starts              | 47       | 42     | 9           |        | 3       | 101    |
| Stand: Karriereende |          |        |             |        |         |        |